# Apera spica-venti
Espèce
Apera spica-venti (agrostide des champs, agrostide jouet-du-vent, épi du vent, éternue éventée, jouet du vent) est une espèce de plantes monocotylédones de la famille des Poaceae, originaire d'Eurasie.
C'est une plante annuelle ou bisannuelle, herbacée, pouvant atteindre 1,5 m de haut.
Cette espèce est une mauvaise herbe très commune dans les régions tempérées d'Europe centrale et orientale dans les cultures de céréales d'hiver. Elle appartient donc au groupe des plantes messicoles.
Appartenant à la même famille que les céréales  (Graminées), elle fait partie des mauvaises herbes les plus difficiles à maîtriser dans les champs de blé avec le vulpin des champs, le ray-grass anglais ou la folle avoine.

## Description

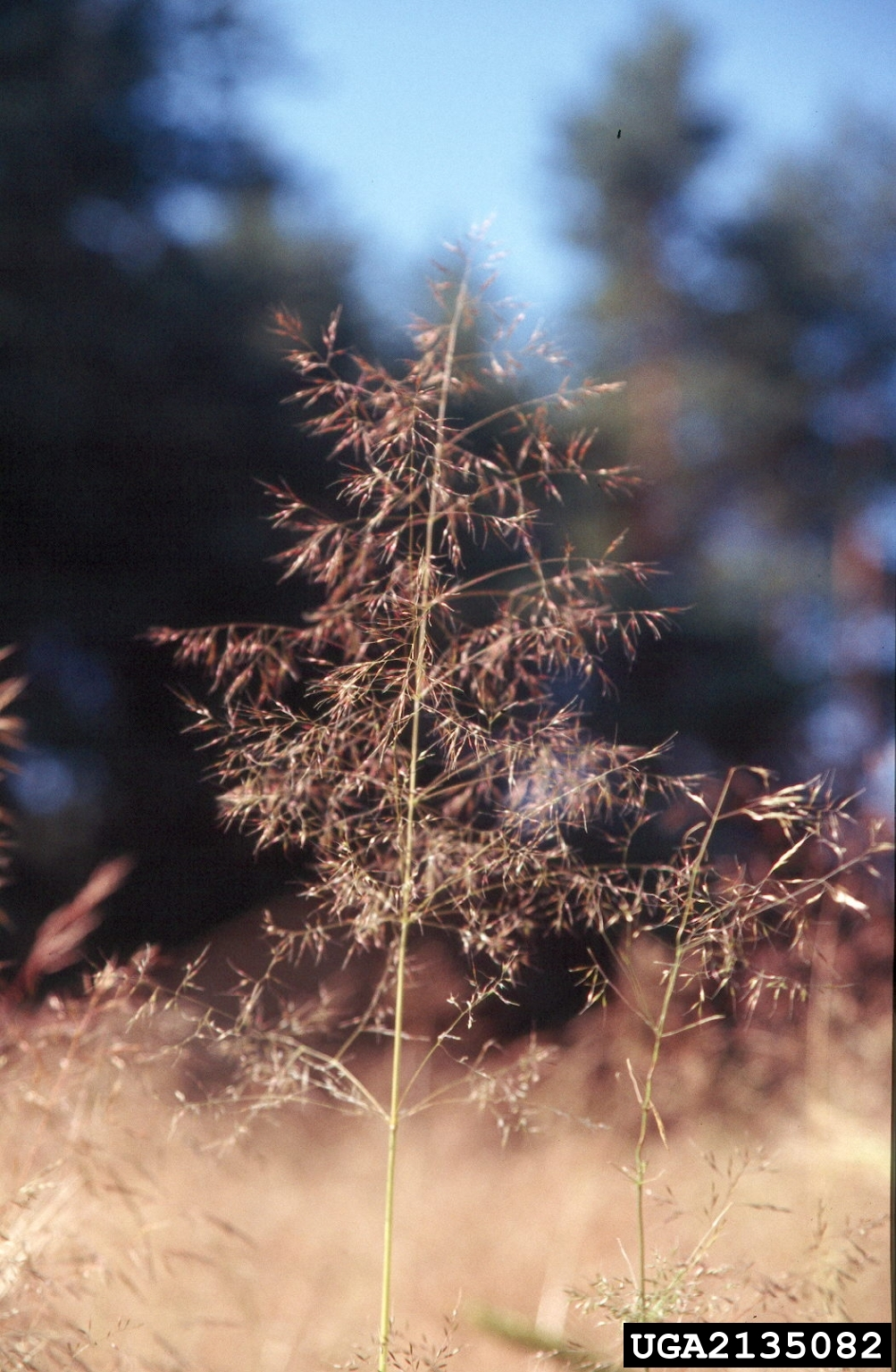
Aspect de la panicule à maturité.

Apera spica-venti est une plante herbacée cespiteuse formant à la base un plateau de tallage qui émet plusieurs tiges (chaumes) dressées, robustes, glabres, non ramifiées, pouvant atteindre de 40 cm à 1 m, voire 1,5 m de haut.
Les feuilles, planes et glabres, ont une gaine lisse, à bords séparés et membraneux et à ligule membraneuse, courte (de 2 à 14 mm ).
Le limbe foliaire est long, pouvant atteindre 30 cm, et étroit, de 0,5 à 6 mm de large, se rétrécissant à l'extrémité.
Les nœuds de la tige et la base de la gaine foliaire sont nettement plus foncés, rouge-sombre, que le chaume et le reste de la gaine foliaire.
L'inflorescence est une panicule, rougeâtre violacée à maturité, pyramidale, très ramifiée, dense et resserrée au début, qui s'étale ensuite jusqu'à atteindre 35 cm de long et 25 cm de large et devient très sensible au vent.
Les épillets mesurent de 1,5 à 3,2 mm de long.
Chaque épillet contient un unique fleuron. Les glumes, membraneuses, sont inégales, la supérieure, étroitement lancéolée, à une nervure, étant plus longue que l'inférieure, de forme oblongue lancéolée, à trois nervures.
la glumelle inférieure (lemme), plus courte que la glume supérieure, porte une arête effilée, droite ou flexueuse, longue de 5 à 10 mm et 2 à 3 fois plus longue que l'épillet, insérée sous le sommet. La glumelle supérieure (paléa) est sensiblement égale.
L'axe floral (rachillet) se prolonge comme un mince filament au-delà du fleuron 
Les anthères sont longues de 0,8 à 1,5 mm,.
A maturité, l'épillet se désarticule en dessous de la fleur, les glumes restant attachées à la plante.
La semence, constituée du caryopse enfermé entre la lemme et la paléa, mesure, sans son arête, environ 1,6 mm de long,.
Le caryopse, de couleur jaune-rougeâtre, de forme générale oblongue, est rainuré longitudinalement à la face ventrale et mesure de 1,0 à 1,5 mm de long sur environ 0,5 mm de large. L'embryon fait environ un tiers de la longueur du caryopse.

## Biologie

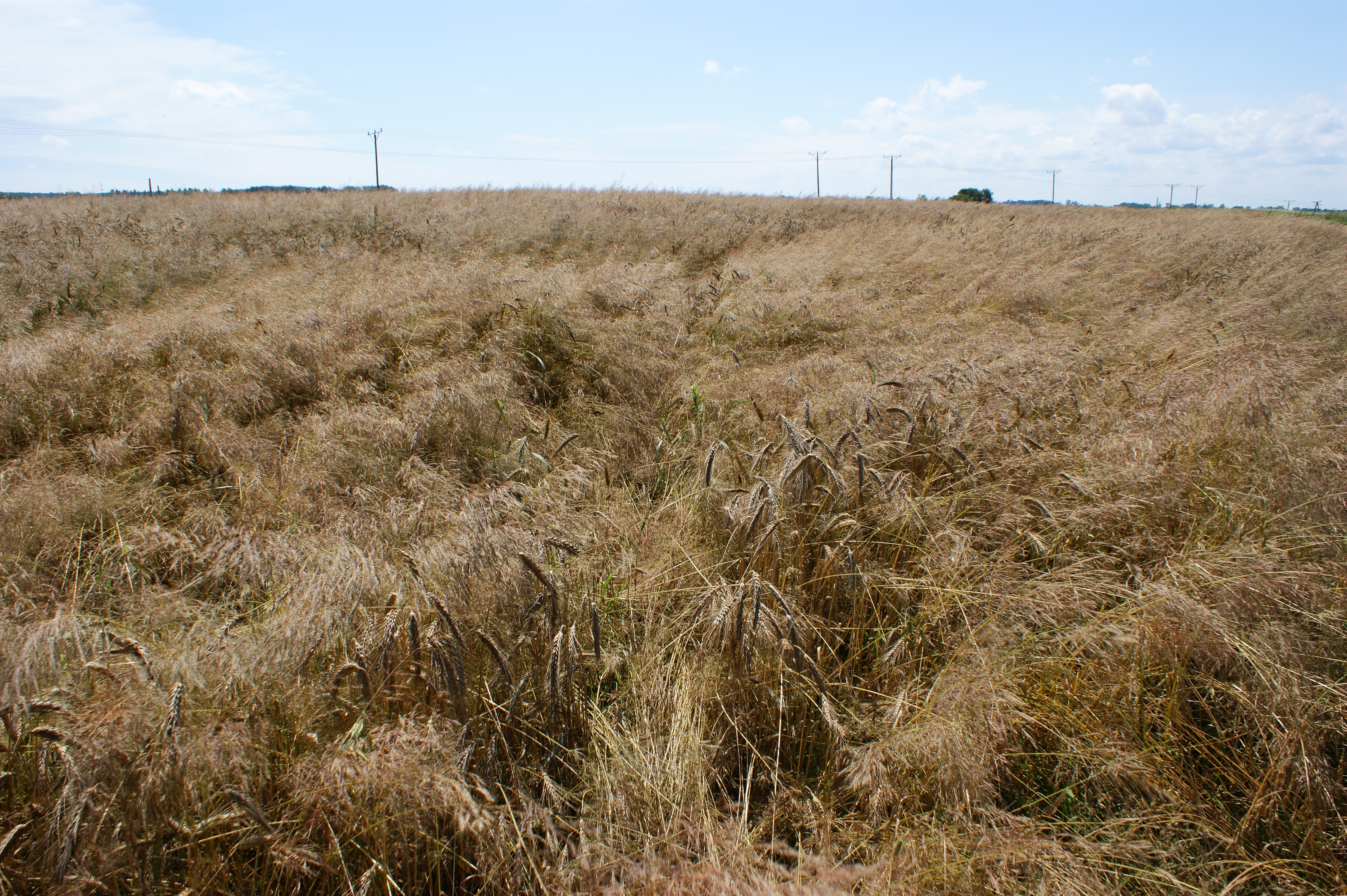
Agrostide jouet-du-vent dans un champ de seigle en Pologne.

Le cycle biologique de cette plante, annuel ou bisannuel, suit de près celui des céréales d'hiver. Elle produit en outre, juste avant la période des moissons (en juillet) un très grand nombre de graines facilement dispersées par le vent et par les machines agricoles. Ces graines à dormance brève peuvent germer dans une grande variété de conditions de température et d'éclairement.  
Ces caractéristiques facilitent l'adaptation de l'agrostide jouet-du-vent aux conditions rencontrées dans les cultures et sa propagation. 
La plante passe l'hiver au stade plantule (à deux ou trois feuilles). On peut la distinguer à ce stade des céréales d'automne qu'elle infeste à sa ligule membraneuse relativement longue et proéminente et à ses feuilles plus étroites.
La floraison a lieu en été (de juin à août dans l'hémisphère nord).

## Distribution et habitat
L'aire de répartition originelle d'Apera spica-venti s'étend sur la quasi-totalité de l'Europe, l'Afrique du Nord, l'Asie mineure, L'Iran, la région du Caucase, l'Asie centrale et la Sibérie. L'espèce a été introduite en Amérique du Nord (États-Unis, Canada) et dans l'Extrême-Orient russe. 
Apera spica-venti préfère les sols sablonneux ou limoneux-sableux, plutôt humides, légèrement acides et riches en azote. On la rencontre le plus souvent dans les cultures de céréales d'hiver ou de trèfle des près, mais aussi sur les bords de route et les friches. 

## Taxinomie

### Synonymes
Selon Catalogue of Life (13 avril 2016) :
- Agraulus anemagrostoides (Trin.) Trin. ,
- Agrostis anemagrostis Syme, nom. superfl. ,
- Agrostis anemagrostis subsp. spica-venti (L.) Syme, nom. inval. ,
- Agrostis anemagrostoides Trin. ,
- Agrostis boetica Colla ,
- Agrostis effusa Spreng., nom. superfl. ,
- Agrostis filiformis Vill. ,
- Agrostis gracilis Salisb., nom. superfl. ,
- Agrostis purpurea Gaudin ,
- Agrostis rupestris var. filiformis (Vill.) Gaudin ,
- Agrostis spica-venti L. ,
- Agrostis spica-venti f. flavida Waisb. ,
- Agrostis spica-venti var. purpurea (Gaudin) Klett & Richt. ,
- Agrostis spica-venti var. pygmaea Fr. ,
- Agrostis spica-venti f. violacea Waisb. ,
- Agrostis ventosa Dulac, nom. superfl. ,
- Anemagrostis spica-venti (L.) Trin. ,
- Apera effusa Gray ,
- Apera longiseta Klokov ,
- Apera maritima Klokov ,
- Apera purpurea (Gaudin) P.Beauv. ,
- Apera spica-venti f. flavida (Waisb.) Soó ,
- Apera spica-venti subsp. maritima (Klokov) Tzvelev ,
- Apera spica-venti f. prorepens (Schur) Serb. ,
- Apera spica-venti var. prorepens Schur ,
- Apera spica-venti var. purpurea (Gaudin) Schur ,
- Apera spica-venti f. purpurea (Gaudin) Serb. ,
- Apera spica-venti var. ruderalis Morariu ,
- Apera spica-venti f. violacea (Waisb.) Soó ,
- Avena spica-venti (L.) Scop. ,
- Festuca spica-venti (L.) Raspail ,
- Milium spica-venti (L.) Lag. ,
- Muhlenbergia spica-venti (L.) Trin. ,
- Trichodium filiforme (Vill.) Spreng. ,

### Sous-espèces et variétés
Selon Tropicos (12 avril 2016) (Attention liste brute contenant possiblement des synonymes) :
- sous-espèce Apera spica-venti subsp. intermedia (Hack.) Hack. ex Bornm.
- sous-espèce Apera spica-venti subsp. maritima Tzvelev
- variété Apera spica-venti var. aurea Podp.
- variété Apera spica-venti var. contracta Podp.
- variété Apera spica-venti var. glomerata Rohlena ex Henrard
- variété Apera spica-venti var. interrupta (L.) Beal
- variété Apera spica-venti var. prorepens Schur
- variété Apera spica-venti var. pseudinterrupta Henrard
- variété Apera spica-venti var. purpurascens Peterm.
- variété Apera spica-venti var. purpurea (Gaudin) Schur
- variété Apera spica-venti var. ramosa Peterm.
- variété Apera spica-venti var. subbiflora Coss. & Germ.
- variété Apera spica-venti var. vulgaris Henrard

## Importance économique
L'agrostide jouet-du-vent est une mauvaise herbe très compétitive pour l'espace et susceptible d'affecter fortement les rendements agricoles des cultures de céréales d'hiver (blé, seigle) et de colza. Le problème est important surtout en Europe centrale et orientale depuis de nombreuses années et tend à s'aggraver. Il se pose depuis le début des années 1970 au Canada et aux États-Unis.
Une étude menée en Pologne a permis d'estimer entre 10 et 40 % la perte de rendement sur 15 à 20 % de la sole cultivée en blé d'hiver.
La perte de rendement varie selon la densité de la mauvaise herbe et le type de culture. Ainsi en Ontario (à Haldimand—Norfolk), on a évalué en 1983 à 27 % en moyenne la perte de rendement en blé d'hiver pour une densité d’Apera spica-venti de 200 plants au mètre carré, bien que des pertes de 50 à 100 % aient été enregistrées dans certaines  parcelles, mais seulement de 4 à 11 % en seigle d'automne pour une densité d’Apera spica-venti de 190 à 321 plants au mètre carré.  
En outre cette plante peut contaminer les cultures de semences de diverses graminées.
Cette espèce est parfois cultivée dans les jardins comme plante d'ornement pour la confection de bouquets secs.

## Résistance aux herbicides
Depuis 1994, plusieurs populations d'Apera spica-venti ont été signalées comme résistantes à des herbicides dans divers pays d'Europe (Allemagne, Autriche, Danemark, France, Lituanie, Pologne, République tchèque, Suède, Suisse). Les herbicides concernés appartiennent aux groupes A (inhibiteurs de l'ACCase), B (inhibiteurs de l'ALS) et C2 (inhibiteurs de la photosynthèse au niveau du photosystème II - phénylurées et amides) de la classification HRAC des herbicides.
Dans trois cas, il s'agissait de résistance multiple impliquant deux ou trois modes d'actions. 